# El Norte
El Norte (bra: El Norte) é um filme britano-norte-americano de 1983, do gênero aventura, dirigido por Gregory Nava  e estrelado por Ernesto Gómez Cruz e David Villalpando.

## Sinopse
Após o exército guatelmateco destruir sua vila, dois índios adolescentes iniciam uma viagem para "o Norte". O objetivo é chegar aos Estados Unidos através do México. Com a ajuda de várias pessoas, eles alcançam a fronteira e, guiados por um coiote, atravessam para o outro lado. Daí, são confrontados com a terrível realidade da vida como imigrantes ilegais em Los Angeles.

## Principais premiações
| Patrocinador                                  | Prêmio | Categoria               | Situação |
| --------------------------------------------- | ------ | ----------------------- | -------- |
| Academia de Artes e Ciências Cinematográficas | Oscar  | Melhor Roteiro Original | Indicado |
| Sindicato dos Roteiristas Norte-Americanos    | WGA    | Melhor Roteiro Original | Indicado |

## Elenco
| Ator/Atriz             | Personagem |
| ---------------------- | ---------- |
| Ernesto Gómez Cruz     | Arturo     |
| David Villalpando      | Enrique    |
| Zaide Silvia Gutiérrez | Rosa       |
| Alicia del Lago        | Lupe       |
| Mike Gomez             | Informante |
| Jose Martin Ruano      | Capataz    |
| Stella Quan            | Josefita   |